# Травневий (заказник)
Травне́вий заказник — ботанічний заказник місцевого значення в Україні. Об'єкт природно-заповідного фонду Хмельницької області.
Розташований у межах Плужненської сільської громади Шепетівського району Хмельницької області, на південь від села Михайлівка.
Площа 44 га. Статус присвоєно згідно з рішенням обласної ради народних депутатів від 17.12.1993 року № 3. Перебуває у віданні: Плужненська сільська громада.
До 28 березня 2024 року мав назву «Першотравневий».